# Jonas Pate
Jonas James Pate (nascut el 15 de gener de 1970) és un guionista, director i productor nord-americà. Va escriure i dirigir The Grave, Fals testimoni, The Take , i va dirigir Shrink. Pate també va cocrear Good vs Evil, Surface i Outer Banks.

## Primers de la vida
Jonas Pate va néixer a Winston-Salem (Carolina del Nord), i és el germà bessó del seu company cineasta Josh Pate. Els pares de Pate es van divorciar quan ell era petit, i els germans es van criar a l'escola primària amb la seva mare i el seu padrastre a Atlanta, Geòrgia, i a l'escola secundària amb el seu pare i la seva madrastra a Raeford, Carolina del Nord.Va estudiar filosofia a la Universitat de Princeton, i es va graduar el 1992.

## Carrera
El 1996, Pate va començar la seva carrera escrivint i dirigint la pel·lícula thriller anomenada The Grave amb el seu germà Josh . Després d'una projecció al Festival de Cinema de Sundance, va rebre una àmplia gamma de crítiques positives. L’any següent van col·laborar en la pel·lícula Fals testimoni. Posteriorment, va cocrear el programa de televisió d’acció fantàstica Good vs Evil (1999) al costat del seu germà. Del 2003 al 2004, va ser coproductor executiu a L.A. Dragnet, per al qual també va escriure un episodi. IEl 2005, va co-crear la sèrie de ciència-ficció Surface, que es va emetre fins al 2006.
Com que la seva filmografia ja s'estava desenvolupant, va assumir diversos treballs de direcció a sèries de televisió com Battlestar Galactica (2005), Bionic Woman (2007), Friday Night Lights (2007-2010), Chuck (2008), The Philanthropist (2009), Caprica (2010), Undercovers (2010), The Event (2010-2011), i Prime Suspect (2011). Va continuar la seva carrera cinematogràfica escrivint el guió de The Take (2007). El 2009, va dirigir la pel·lícula independent Shrink.
Pate és el director i productor executiu de la preqüela de Battlestar Galactica titulada Blood & Chrome. També ha estat contractat per dirigir la pel·lícula independent de drama criminal Way Down South, escrita per ell i el seu germà.
Pate és el cocreador i productor executiu de Outer Banks per a Netflix, un drama per a adolescents que es va estrenar el 15 d'abril de 2020.

## Vida personal
Actualment, Pate viu amb la seva dona, Jennifer, i dos fills, Lilah i Cooper, a Wilmington (Carolina del Nord).
El 2020, va ser nomenat pel governador Roy Cooper al Consell Assessor del Governador sobre Cinema, Televisió i Transmissió Digital.
La seva filla, Lilah, ha fet diversos cameos a Outer Banks i diverses altres sèries de Netflix i Amazon Prime Video; com ara The Summer I Turned Pretty.

## Filmografia
| Any  | Títol          | Acreditat com | Acreditat com | Acreditat com |
| Any  | Títol          | Guionista     | Director      | Productor     |
| ---- | -------------- | ------------- | ------------- | ------------- |
| 1996 | The Grave      | Sí            | Sí            |               |
| 1997 | Fals testimoni | Sí            | Sí            |               |
| 2007 | The Take       | Sí            |               |               |
| 2009 | Shrink         |               | Sí            |               |
| 2013 | Way Down South | Sí            | Sí            |               |

| Any            | Títol                                | Acreditat com | Acreditat com | Acreditat com | Notes |
| Any            | Títol                                | Guionista     | Director      | Productor     | Notes |
| -------------- | ------------------------------------ | ------------- | ------------- | ------------- | --- |
| 1999-2000      | Good vs Evil                         | Sí            | Sí            | Sí            | co-creador Episodis escrits: "Orange Volvo" "Underworld" Episodis dirigits: "Orange Volvo" "Gee Your Hair Smells Evil" "Evilator" "Sunday Night Evil" "Underworld" 11 episodis com a productor executiu |
| 2003-2004      | L.A. Dragnet                         | Sí            |               | Sí            | episodis escrits: "Abductio" 10 episodis com a co-productor executiu |
| 2005           | Battlestar Galactica                 |               | Sí            |               | episodis dirigits: "Colonial Day" |
| 2005-2006      | Surface                              | Sí            | Sí            | Sí            | co-creador 15 Episodis escrits episodis dirigits: "episodi 1.1" 15 episodis com a productor executiu |
| 2007           | Bionic Woman                         |               | Sí            | Sí            | episodis dirigits: "The Education of Jaime Sommers" episodis com a co-productor executiu: "The Education of Jaime Sommers" (director) "The List" "Trust Issues" "Do Not Disturb" |
| 2007-2010      | Friday Night Lights                  |               | Sí            |               | Episodis dirigits: "Nevermind" (assistant director) "Backfire" "How Did I Get Here" "Swerve" |
| 2008           | Chuck                                |               | Sí            |               | episodis dirigits: "Chuck Versus the Sensei" |
| 2008           | Jen and Barb: Mom Life               |               |               | Sí            | productor executiu |
| 2009           | The Philanthropist                   |               | Sí            | Sí            | Episodis dirigits: "Nigeria Part II" "Haiti" 8 episodis com a co-productor executiu |
| 2010           | Caprica                              |               | Sí            | Sí            | Episodis dirigits: "Rebirth" "Retribution" "Apotheosis" 17 episodis com a co-productor executiu |
| 2010           | Undercovers                          |               | Sí            |               | episodis dirigits: "Funny Money" |
| 2010-2011      | The Event                            |               | Sí            |               | Episodis dirigits: "Loyalty" "The Beginning of the End" |
| 2011           | Prime Suspect                        |               | Sí            |               | Episodis dirigits: "Carnivorous Sheep" "Great Guy, Yet: Dead" |
| 2011           | The Single Life                      |               |               | Sí            | productor executiu |
| 2012           | Battlestar Galactica: Blood & Chrome |               | Sí            | Sí            | productor executiu |
| 2013           | Deception                            |               | Sí            | Sí            | Episodis dirigits: "Nothing's Free, Little Girl" "A Drop of Blood and a Microscope" "Stay with Me" "Good Luck with Your Death" "I'll Start with The Hilbilly" |
| 2014           | Believe                              |               | Sí            | Sí            | Episodis dirigits: "White Noise" |
| 2015           | Blood & Oil                          |               | Sí            | Sí            | Episodis dirigits: "Pilot" "The Ripple Effect" |
| 2015-2016      | Aquarius                             |               | Sí            | Sí            | Episodis dirigits: "Everybody's Been Burned" "The Hunter Gets Captured By The Game" "Why?" "Old Ego is a Too Much Thing" "Helter Skelter" "Happiness is a Warm Gun" "Revolution 9" |
| 2016           | Good Behavior                        |               | Sí            |               | Episodis dirigits: "We Pretend We're Stuck" |
| 2017           | The Arrangement                      |               | Sí            |               | Episodis dirigits: "The Ex" "Sins" "The New Narrative" |
| 2017           | Chance                               |               | Sí            |               | Episodis dirigits: "Mutliaxial System" "The Collected Works of William Shakespeare" "A Madness of Two" |
| 2018           | Iron Fist                            |               | Sí            |               | Episodis dirigits: "A Duel of Iron" |
| 2018           | New Amsterdam"                       |               | Sí            |               | Episodis dirigits: "Every Last Minute" |
| 2020 - present | Outer Banks                          | Sí            | Sí            | Sí            | co-creador i co-productor executiu amb Josh Pate i Shannon Burke (writer). Co-escriu 3 episodis, “Pilot”, “Spy Games” i “Prayers”. Dirigeix 12 episodis, “Pilot”, “The Lucky Compass”, “Midsummers”, “ Parcel 9”, “The Bell Tower”, “The Phantom”, “The Gold”, “The Heist”, “Prayers”, “Homecoming”, “Trapped”, i “The Coastal Venture”. |

| Any  | Títol               | Acreditat com | Acreditat com | Acreditat com | Notes    |
| Any  | Títol               | Guionista     | Director      | Productor     | Notes    |
| ---- | ------------------- | ------------- | ------------- | ------------- | -------- |
| 2006 | Best of Chris Isaak |               | Sí            |               | "Please" |

## Premis i nominacions
| Any  | Premi                                       | Categoria                | Treball                                  | Resultat  |
| ---- | ------------------------------------------- | ------------------------ | ---------------------------------------- | --------- |
| 1996 | Mystfest                                    | Millor pel·lícula        | The Grave                                | Nominat   |
| 1997 | Festival Internacional de Cinema d'Estocolm | Millor guió              | Fals testimoni (compartit amb Josh Pate) | Guanyador |
| 1998 | Festival du Film Policier de Cognac         | Premi especial del jurat | Fals testimoni (compartit amb Josh Pate) | Guanyador |